# Lina Casanovas
Caterina Casanovas i Berenguer, més coneguda com a Lina Casanovas   (Fajardo, 27 de febrer de 1918 - Argentona, 18 de març de 2020), va ser una poetessa, escriptora i traductora. La seva obra poètica està molt influenciada per la seva pròpia vida, rodejada de natura.

## Biografia
Nascuda el 27 de febrer de 1918 a Fajardo, la seva mare mor en el part dels que haurien estat els seus germans bessons. Aleshores es trasllada a Guantánamo (Cuba), on viu fins a l'any 1928, quan es dirigeix a Nova York per ampliar els seus estudis i on aprèn l'anglès.
Poc abans d'esclatar la Guerra Civil Espanyola, arriba a Badalona, on viu amb el seu tutor, l'escultor Marcos Coll, amic del seu pare, que es va casar amb la filla de l'artista quan l'autora tenia 18 anys. Just abans d'esclatar la guerra es traslladen a Teià, on es queden fins que s'acaba i retornen a casa dels Coll. La filla de Coll va fer de mestra a Caterina, que posteriorment va estudiar per a poder ser traductora de l'anglès, i també taquigrafia i secretariat.
Va treballar com a telefonista a Mataró, on va estar treballant tres anys, fins que va començar a exercir com a taquígrafa en diferents empreses. Finalment va acabar treballant com a traductora a la sucursal de la Warner Bros a Barcelona.
L'any 1948 es casa amb Joan Bals, amb qui viu a Barcelona fins a l'any 1953, quan es traslladen a Argentona buscant la pau de la vida al camp. És una decisió que respon a una forma de viure.
| « | Vam deixar la possibilitat de fer diners per viure la vida amb plenitud, rodejats de natura i amb temps -explica l'autora, que havia deixat la seva feina de traductora a Barcelona per anar a viure al camp". | » |

 Primer viuen a la masia argentonina de Can Boringues, on fan de pagesos, i més tard es traslladen a Dosrius, a la masia de Can Terrades del Molí, on viuen 20 anys. Allà també van poder cuidar dels animals, que sempre havien agradat a Caterina i, de fet, no van voler cuidar animals per ser sacrificats. De ben petita l'autora havia portat una vida vegetariana i d'estima cap al món animal.
Quan el seu marit emmalalteix, tornen a Argentona, a Can Rius. L'any 1988, després de la mort del seu home, l'autora es trasllada a un pis al nucli del poble, on s'està fins al seu ingrés a la residència Santa Anna d'Argentona on mor el 18 de març de l'any 2020.

## Trajectòria
El primer poema el va escriure al col·legi on va estudiar, però sempre havia manifestat un gran interès per la lectura i l'escriptura. Tot i això, la seva família no va valorar res del que escrivia i les lectures importants les va començar a fer de més gran.
Quan el seu marit va fer 47 anys, l'autora li va escriure un recull de 47 poemes que ell va portar a Ràdio Barcelona. Després d'estudiar llibres de retòrica, l'autora s'adona que escriu els seus versos de manera correcta rítmicament sense saber-ho. Els seus poemes eren tant en català com en castellà, però cap al 1946 els comença a escriure tots en català. A la masia de Can Terrades acostumava a llegir els seus poemes davant de la gent que s'hi aplegava.
Ha publicat quatre poemaris: A cavall d'un estel, Retorn, Mel i fel i Un punt de mel (antologia poètica) i també ha col·laborat amb els seus poemes a les diverses publicacions argentonines aparegudes a la segona meitat del segle passat (Crit, Llaç, Cap de Creus) i en altres d'arreu de Catalunya i Espanya. Va ser membre de l'Esbart femení de poesia de Mataró i ha obtingut homenatges i guardons literaris com ara els tres premis ordinaris dels Jocs Florals de la Tardor (entre els anys 1982 i 1987), que li valgueren el títol de Mestre en Gai Saber i l'accèssit a la Viola en els Jocs celebrats a Caracas l'any 1996.

En paraules del poeta argentoní Josep Lladó: 
| « | Els poemes de la Lina tenen el domini total del ritme i la rima. Pot cantar-nos amb veu clara, amb veu que tothom entén, les mil gràcies de la Natura que ens envolta i que sovint només ella amb la seva sensibilitat sap descobrir. O posa el dit sobre les nafres d'aquesta societat sense contemplacions. | » |

## Obra
Poesia
- A cavall d'un estel (1966) Ed. Dosrius.
- Mel i fel (1991) L'Aixernador, Edicions Argentonines ISBN 978-84-86332-60-0
- Retorn (1987) L'Aixernador, Edicions Argentonines ISBN 978-84-86332-18-1
- Un punt de mel: poesies i pensaments (2006) Ajuntament d'Argentona ISBN 978-84-933171-2-6